# Manoir du Pérenno
Le manoir du Pérenno est situé à Theix-Noyalo en France.

## Localisation
Le manoir est situé sur le territoire de la commune déléguée de Theix, au lieu-dit le Pérenno, dans le département du Morbihan en région Bretagne.

## Description
Le manoir date du XVIe siècle, édifice à un étage carré, élévation à travées, construit en moellons de granite. Toiture à longs pans recouverte d'ardoises, pignons couvert et découvert. Escalier dans-œuvre : escalier à vis sans jour en charpente .

## Historique
Le manoir est attesté en 1427 appartenant au sieur de Campson (en Grand-Champ) , en 1536 au sieur du Pinieuc (en Limerzel). Manoir du XVIe siècle. Dépendance en alignement du XVIe siècle. Remaniée au XIXe siècle. Le logis et l'étable datent du début XIXe siècle au sud.
Il est inscrit à l'inventaire général du patrimoine culturel.